# La Mala Rodríguez

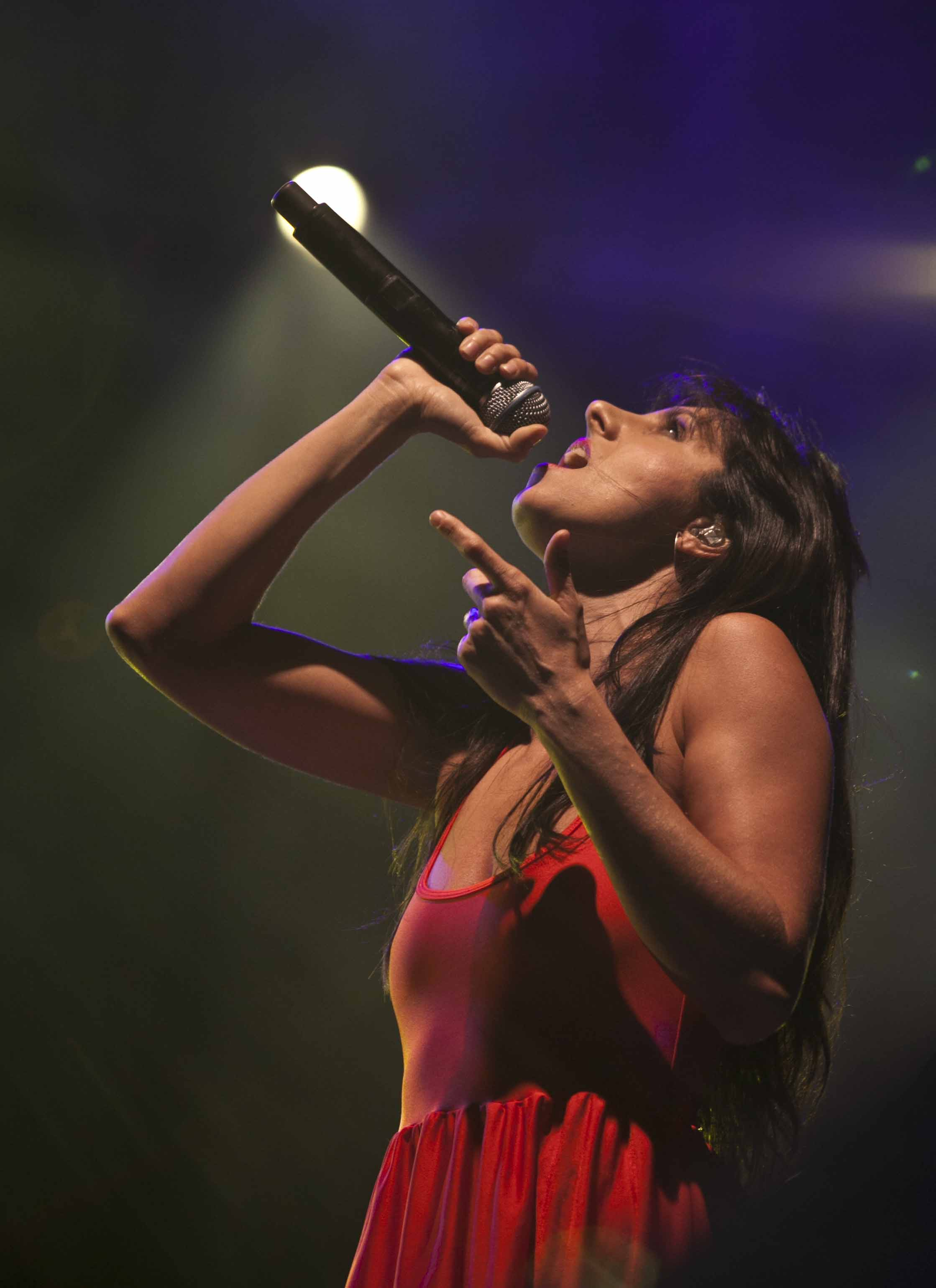
La Mala Rodríguez (2012)

María Rodríguez, genannt La Mala Rodríguez, auch La Mala María oder nur La Mala (* 13. Februar 1979 in Jerez de la Frontera, Provinz Cádiz) ist eine spanische Rapperin, die seit 1996 aktiv ist. Sowohl in ihren Texten als auch in ihren öffentlichen Äußerungen thematisiert sie aus oftmals feministischer Perspektive gesellschaftliche Probleme, wie die Ungleichbehandlung von Frauen oder die Marginalisierung von Minderheiten.

## Leben und musikalische Laufbahn
1983 zog ihre Familie nach Sevilla; 1998 ging sie nach Madrid. Zwei Jahre später erschien ihr erstes Soloalbum mit dem Titel Lujo ibérico. 2003 publizierte sie ihr zweites Soloalbum Alveosía über Universal Music Spain.
Nach einer Pause von vier Jahren erschien am 1. Januar 2007 Malamarismo, ebenfalls über Universal. Das Album enthielt als Bonus-Track die 2006 veröffentlichte Single Por la noche. Im Jahr 2008 nahm sie als Gast bei der MTV-Unplugged-Aufzeichnung von Julieta Venegas teil, 2009 arbeitete sie mit Nelly Furtado an einem Song für deren erstes komplett spanischsprachiges Album. Am 24. August 2010 kam ihr viertes Soloalbum Dirty Bailarina auf den Markt, aus dem die zwei Singles No pidas perdón (24. Mai 2010) und Un corazón (28. September 2010) ausgekoppelt wurden. Die erste Single schaffte es in die Top 30 der spanischen Single-Charts.
Nach einer erneuten Pause von drei Jahren veröffentlichte sie am 18. Juni 2013  mit Bruja ihr fünftes Solo-Werk. In den folgenden Jahren erschienen die Singles Egoísta (2015), Gitanas (2018) und Contigo (2018), denen im Juni 2023 und im April 2024 die Titel No molestar und Casi nada folgten. Zwischenzeitlich verfasste sie eine Autobiografie, die 2021 unter dem Titel Cómo ser Mala herauskam.

## Diskografie

### Alben
| Jahr | Titel Musiklabel          | Höchstplatzierung, Gesamtwochen, AuszeichnungChartsChartplatzierungen (Jahr, Titel, Musiklabel, Platzierungen, Wochen, Auszeichnungen, Anmerkungen) | Anmerkungen                            |
| Jahr | Titel Musiklabel          | ES | Anmerkungen                            |
| ---- | ------------------------- | --- | -------------------------------------- |
| 2003 | Alevosía Universal        | ES23 Gold · (18 Wo.)ES | Erstveröffentlichung: 3. November 2003 |
| 2007 | Malamarismo Universal     | ES10 (21 Wo.)ES | Erstveröffentlichung: 19. Juni 2007    |
| 2010 | Dirty bailarina Universal | ES11 (10 Wo.)ES | Erstveröffentlichung: 18. Mai 2010     |
| 2013 | Bruja Universal           | ES11 (11 Wo.)ES | Erstveröffentlichung: 18. Juni 2013    |

grau schraffiert: keine Chartdaten aus diesem Jahr verfügbar
Weitere Alben
- 2000: Lujo ibérico (Yo Gano/Superego-Universal)

### Singles
| Jahr | Titel Album                     | Höchstplatzierung, Gesamtwochen, AuszeichnungChartsChartplatzierungen (Jahr, Titel, Album, Platzierungen, Wochen, Auszeichnungen, Anmerkungen) | Anmerkungen                                                                                           |
| Jahr | Titel Album                     | ES | Anmerkungen                                                                                           |
| ---- | ------------------------------- | --- | --- |
| 2000 | Tengo un trato Lujo ibérico     | ES3 Gold · (2 Wo.)ES | |
| 2003 | La niña Alevosía                | ES4 (14 Wo.)ES | |
| 2006 | Por la noche Malamarismo        | ES1 (35 Wo.)ES | |
| 2010 | No pidas perdón Dirty Bailarina | ES30 (1 Wo.)ES | |
| 2018 | Usted 4.0                       | ES4 ×4Vierfachplatin · (52 Wo.)ES | mit Juan Magan                                                                                        |
| 2018 | Caprichosa Cuerpo y Alma        | ES57 (12 Wo.)ES | Beatriz Luengo feat. Mala Rodríguez                                                                   |
| 2018 | Mujer bruja Akelarre            | ES6 ×2Doppelplatin · (28 Wo.)ES | mit Lola Indigo                                                                                       |
| 2019 | Tenamoras –                     | ES97 (1 Wo.)ES | mit Dellafuente                                                                                       |
| 2021 | Rakata Rmx –                    | ES30 (11 Wo.)ES | mit Moncho Chavea, Original Elias, C De Cama, Yotuel, Rvfv, Omar Montes, Nyno Vargas & Beatriz Luengo |

Weitere Singles
- 1999: A jierro/Toma la traca (Maxi, Zona Bruta)
- 2000: Yo marco el minuto/Tambalea (Maxi, Yo Gano)
- 2003: Jugadores, jugadores (Promo, Universal), Lo Fácil Cae Ligero (Universal)
- 2007: Volveré, Nanai, Toca Toca (Universal)
- 2010: Un corazón (Universal)
- 2013: Caja de Madera, La Rata (Promo, Universal), 33, Quien manda (Universal)
- 2014: Lluvia (Universal)
- 2015: Egoísta (Universal)
- 2018: Gitanas, Contigo (Universal)

### Musik zu Filmen und Computerspielen

#### Filme
- Lucía y el sexo
- L’auberge espagnole
- Yo puta
- Y tu mamá también
- Untote wie wir – Man ist so tot, wie man sich fühlt (Film)

#### Computerspiele
- EA Sports FIFA 2005
- Scarface